# Pataki István (költő)
Pataki István (Bihar, 1953. február 26. –) partiumi magyar költő, publicista.

## Életrajz
Életrajzi adatok a valami nincs című kötetéből: "A Nagyvárad melletti Biharon született egy kovácsmester és egy tisztviselőnő egyedüli gyermekeként. Azóta is itt lakik. Iskolai tanulmányait szülőfalujában és Nagyváradon végezte. Középiskolás korában kezdett verset írni, s a harmadik és negyedik versével debütált az Ifjúmunkásban, 1971-ben. A két abszurd (vadászaton, csendélet) nagy visszhangot váltott ki irodalmi berkekben. Több-kevesebb rendszerességgel közölt az Utunkban, Igaz szóban, Korunkban (szerepel a Lírai párbeszéd '79 költői összeállításban), Művelődésben. Viszonylag keveset ír és szelektíven közöl.
1981-től szilenciumot vállal, mint vallja: "A sterilitástól legalább annyira irtóztam-irtózom, mint a vonalasságtól, a lakájszelleműségtől". A kemény diktatúra utolsó éveiben újra írni kezd, és kizárólag Magyarországon közöl. Versei a Mozgó Világban, az Élet és Irodalomban, a Napjainkban, a Kossuth Rádióban jelennek meg. (1989. november 10-én a Magyar írás című rovatban Zalán Tibor így mutatta be: "P. I. Romániában élő költő, ma már semmilyen publikációs lehetősége nincs. Ahol minden diktatórikus és embertelen, P.I. úgy áll ellen, hogy dolgozik.") Szerepel az Ötödik Évszak, Gyakorlótér, Váradykon és a Fagyöngy antológiákban.
1990-től a Kelet-Nyugat hetilap újságírójaként és a Bihari Napló szerkesztőjeként versei, paródiái jelennek meg. 2004-től 2010-ig a Nagyváradon megjelenő Reggel Újság munkatársa, publicistája. Rendszeresen jelennek meg kommentárjai, tárcái, szatírái, jegyzetei, melyeket az Erdély.ma internetes hírportál is átvesz. Az Agria című magyarországi folyóirat rendszeresen közli verseit."
1993-ban Magyar Köztársasági Arany Érdemkereszttel tüntették ki.

## Verseiről
Ködöböcz Gábor a valami nincs című kötet előszavában írja: "Pataki István a nyelvnek, a nyelvi leleménynek, a jóízű humornak és csillámló játékosságnak elkötelezett költő".
Bodor Béla szerint: "A tragikum és az irónia Patakinál mindig együtt mutatkozik… a tudás és a kiábrándultság hűvös felülnézete helyett szenvedélyes és érzelmes öngúny hatja át.", továbbá "Ahogy Pataki verset ír, úgy szinte lehetetlen verset írni..."
Tüzes Bálint úgy véli, hogy "Patakit amúgy sem lehet beskatulyázni. Annál jobban ismeri a kicsiny dobozok veszélyeit. Pózok, költői allűrök helyett alteregókat talál ki önmagának."

## Szatírák
Pataki István Alsókorcz című kötete szatírákat tartalmaz. A szerző a következőket írja a fülszövegben: "Igencsak fogyatékos demokráciánkban vergődnek alsókorczaink az egyre hiteltelenebb, jórészt a diktatúrában szocializálódott, a kommunista reflexet átörökítő, hatalmi függőségben szenvedő, lakájszellemű politikai elitnek kiszolgáltatottan. A népakarat érvényesítésére felkészületlen, tájékozatlan és félretájékoztatott honi magyarság a hatalmi manipuláció áldozata. Öntudatlanul csapong, már nem lelkes, és egyre kevésbé lelkesíthető. Csalódott. Kiábrándult. Nemzettudatát, önbecsülését, méltóságát, hitét folyamatosan oldják, koptatják az önjelölt, megalkuvó, gátlástalanul hazug és harácsoló nemzetrontók – sorvasztók.
A politikum amoralitásával párhuzamosan – ha nem is feltétlenül annak  következményeként – a magyarságot a szinte megállíthatatlan demográfiai mélyrepülés is sújtja. A humor, az irónia, a szarkazmus – túl azon, hogy diagnosztizál –, egyfajta védekezési, túlélési eszköz is lehet. Gyógyír. Elbambulás és bátortalanság ellen. Az alsókorczi történetekben – melyek műfajilag szatirikus alsókorczolatok – nem minden települést és személyt kell beazonosítani, egy részük fiktív, ám karakterisztikus. A könyvet jó szívvel forgató olvasónak ajánlom, hogy két írás között vegyen mély lélegzetet, sétáljon, nézzen csillagot, ápoljon kertet vagy öleljen."

## Megjelent kötetei
1. Passus, Budapest, Pesti Szalon Kiadó, 1992. ISBN 963 7994130
2. A plakát elmozdulása, BN Kiadó, Nagyvárad, 1994. ISBN 973 96856 0 9
3. Szökés a táborból, Europrint Kiadó, Nagyvárad, 2002
4. Ki gyújt jelzőtüzet, KREK, Nagyvárad, 2008
5. Vétlen és védtelen, Nagyvárad-Újvárosi Egyházközség, 2009
6. Alsókorcz, Partiumi Kiadó, 2011
7. Valami nincs, Partiumi Kiadó, 2011
8. Érosz egén (heten meg én), 2014
9. Ha farkast kiáltanék, Királyhágómelléki Református Egyházkerület, 2014
10. Mintha vízen járnék; Királyhágómelléki Református Egyházkerület, Nagyvárad, 2017